# Takuma Aoki
Takuma Aoki (jap. 青木拓磨 Aoki Takuma; ur. 24 lutego 1974 w Tokio) – japoński motocyklista. Jest bratem innych kierowców motocyklowych - Nobuatsu oraz Haruchiki.

## Kariera

### 250 cm³
W Motocyklowych Mistrzostwach Świata Takuma zadebiutował w roku 1993, w średniej kategorii 250 cm³. Dosiadając motocykl Hondy podczas GP Japonii, zmagania zakończył na ósmym miejscu. W kolejnym sezonie ponownie zaliczył udział w tym wyścigu. Odnotował progres, zajmując piątą pozycję. 

### 500 cm³
W sezonie 1996 po raz pierwszy wziął udział w wyścigu najwyższej klasy 500 cm³, o GP Japonii. Na fabrycznym motocyklu Hondy rywalizację ukończył na bardzo wysokiej trzeciej lokacie. Obiecujący wynik zaowocował podpisaniem kontraktu na cały sezon. W jego trakcie trzykrotnie stawał na podium, a w klasyfikacji generalnej zajął 5. pozycję. 

### WSBK
W latach 1994-1996 Aoki brał udział w japońskiej rundzie, na torze w Sugo. Wystąpił łącznie w sześciu wyścigach, zwyciężając w ostatniej próbie. Takuma dwukrotnie uzyskał również najszybsze okrążenie. Dzięki temu w klasyfikacji generalnej uplasował się na 19. miejscu. 

### Koniec kariery
W 1998 roku Takuma doznał wypadku motocyklowego, w wyniku którego został sparaliżowany od pasa w dół. W konsekwencji zakończyła się jego krótka, ale obiecująca kariera. Nie przeszkodziło to jednak w udziale Japończyka w Rajdzie Dakar oraz Azji, w specjalnie przystosowanym trzykołowym pojeździe. Obecnie pracuje nad tworzeniem pojazdów dla osób niepełnosprawnych. 

## Statystyki liczbowe
| Rok  | Klasa   | Zespół           | Motocykl      | 1     | 2     | 3      | 4      | 5      | 6     | 7      | 8     | 9     | 10    | 11     | 12    | 13    | 14    | 15    | Punkty | Pozycja | Zwycięstwa |
| ---- | ------- | ---------------- | ------------- | ----- | ----- | ------ | ------ | ------ | ----- | ------ | ----- | ----- | ----- | ------ | ----- | ----- | ----- | ----- | ------ | ------- | ---------- |
| 1993 | 250 cm³ | Cup Noodle-Honda | NSR250        | AUS - | MYS - | JPN 8  | ESP -  | AUT -  | DEU - | NLD -  | EUR - | SMR - | GBR - | CZE -  | ITA - | USA - | FIM - |       | 8      | 24      | 0          |
| 1994 | 250 cm³ | Cup Noodle-Honda | NSR250        | AUS - | MYS - | JPN 5  | ESP -  | AUT -  | DEU - | NLD -  | ITA - | FRA - | GBR - | CZE -  | USA - | ARG - | EUR - |       | 11     | 20      | 0          |
| 1995 | 500 cm³ | HRC-Honda        | Honda NSR500  | AUS - | MYS - | JPN 3  | ESP -  | DEU -  | ITA - | NLD -  | FRA - | GBR - | CZE - | BRA -  | ARG - | EUR - |       |       | 16     | 23      | 0          |
| 1996 | 500 cm³ | HRC-Honda        | Honda NSR500  | MYS - | IND - | JPN NC | ESP -  | ITA -  | FRA - | NLD -  | DEU - | GBR - | AUT - | CZE -  | IMO - | CAT - | BRA - | AUS - | 0      | -       | 0          |
| 1997 | 500 cm³ | Repsol-Honda     | Honda NSR500V | MYS 5 | JPN 4 | ESP 4  | ITA NC | AUT NC | FRA 5 | NLD NC | IMO 3 | DEU 3 | BRA - | GBR 10 | CZE 6 | CAT 7 | IND 7 | AUS 2 | 134    | 5       | 0          |